# Provincia Terni
Terni este o provincie în regiunea Umbria în Italia.

Stemă provinciei